# ロッタちゃん はじめてのおつかい
『ロッタちゃん はじめてのおつかい』（スウェーデン語: Lotta 2 - Lotta flyttar hemifrån）は、1993年のスウェーデンの映画である。アストリッド・リンドグレーンの児童文学作品を原作として製作された多数の映画の一つであり、「ロッタちゃん」シリーズを原作とした映画としては第2作にあたる。

## 物語
ロッタはスウェーデンのヴィンメルビューで両親と兄、姉と暮らす5歳の女児である。このほか、家にはブタの縫いぐるみであるバムセがおり、ロッタはこの縫いぐるみに無限の愛情を注いでいる。ある朝、夢の中でバムセが兄と姉に殴打される光景を見たロッタは、きわめて不機嫌に目覚める。そこへ母から着心地の悪いセーターの着用を強要され、ロッタは母とも対立する。家族に対する不信感を抑えられなくなったロッタは、家を出ることを決意する。
本作は原題の由来ともなったこのエピソードを劈頭に、5歳児ロッタの激しい自己主張と、これに辟易しながらも彼女を受容する周囲の人々の生活を、オムニバス形式で描いている。

## 配役
| 役名                     | 俳優                         | 日本語吹き替え | 日本語吹き替え |
| 役名                     | 俳優                         | ソフト版       | NHK-BS2版      |
| ------------------------ | ---------------------------- | -------------- | -------------- |
| ロッタ                   | グレテ・ハヴネショルド       | 山下夏生       | 黒葛原未有     |
| ミア（ロッタの姉）       | リン・グロッペスタード       | 野口清香       | 吉田考見       |
| ヨナス（ロッタの兄）     | マルティン・アンデション     | 野口雄矢       | 松川尚瑠輝     |
| ママ                     | ベアトリース・イェールオース | 高島雅羅       | 佐藤しのぶ     |
| パパ                     | クラース・マルムベリィ       | 岩崎ひろし     | 仲野裕         |
| ベルイさん（隣家の老婆） | マルグレット・ヴェイヴェルス | 山本与志恵     | 谷育子         |

- ソフト版吹き替え - VHS・DVD収録
- NHK-BS2版吹き替え - 初回放送2004年12月27日『衛星映画劇場』

## 公開
本作は、製作国であるスウェーデンでは1993年に公開され、周辺各国でもそれほど間をおくことなく公開された。ところがスウェーデンでの公開から6年以上が経過した2000年、スウェーデンからは地理的にも離れた日本において本作が劇場公開され、時ならぬ人気を集めた。本作の原作者であるリンドグレーンの作品は日本でも一定の知名度を獲得しており、また本作もビデオの形では既に公開されていた。しかし、スウェーデン映画の継続的な公開の経験を有していなかった日本において、本作が劇場公開に至った背景には、次のような事情がある。
江戸木純の名で日本で映画評論家として活動していた古谷文雄は、かねてより映画における子供の描かれ方に違和感を覚えていた。1996年、古谷は映画年鑑で見た本作冒頭のロッタがセーターを損壊する場面の写真に強い印象を受け、実写を見た上で本作の日本上映を企図する。しばらくの間は進展がなかったが、1998年、同じく古谷が手がけたインド映画『ムトゥ 踊るマハラジャ』の日本上映が成功を収めると、その年の末、古谷は妻と会社を設立し、本作の配給に向けて動き始めた。古谷は配給までの具体的な手順を固めてはいなかったが、ロッタの写真を入れた1999年の年賀状が関係者の目にとまり、公開が決まる。
こうして2000年1月から恵比寿ガーデンシネマより公開された本作は、奈良美智が担当したポスター画や、古谷の妻の発案による子持ちの観客への託児サービスの提供なども話題となり、動員8万人、興行収入1億2000万円を記録する大ヒットとなった。
同年6月からは前作の『ロッタちゃんと赤いじてんしゃ』も公開された（スウェーデンとは公開順が逆となる）ほか、同時期に東京都内で『ショー・ミー・ラヴ』（1998年）、『太陽の誘い』（1998年）といったスウェーデン映画も上映された。
2024年3月1日より全国劇場にて2Kリマスターの上でリバイバル公開（日本語吹替版も劇場初公開）し、公式サイトも新装された。